# Levantamento de peso nos Jogos Pan-Americanos de 2019 - Até 49 kg feminino
A categoria até 49 kg feminino do levantamento de peso nos Jogos Pan-Americanos de 2019 foi disputada em 27 de julho  no Coliseo Mariscal Caceres, em Lima. 

## Calendário
Horário local (UTC-5).
| Data        | Horário | Fase  |
| ----------- | ------- | ----- |
| 27 de julho | 14:30   | Final |

## Medalhistas
| Ouro   | DOM Beatriz Pirón   |
| Prata  | COL Ana Iris Segura |
| Bronze | DOM Santa Cotes     |

## Resultados
| Pos.              | Halterofilista          | Grupo | Arranque (kg) | 1  | 2  | 3  | Arremesso (kg) | 1   | 2   | 3   | Total (Kg) |
| ----------------- | ----------------------- | ----- | ------------- | -- | -- | -- | -------------- | --- | --- | --- | ---------- |
| Medalha de ouro   | DOM Beatriz Pirón       | A     | 82            | 85 | 87 | 87 | 100            | 104 | 106 | 106 | 193        |
| Medalha de prata  | COL Ana Iris Segura     | A     | 80            | 80 | 83 | 83 | 100            | 105 | 111 | 105 | 188        |
| Medalha de bronze | DOM Santa Cotes         | A     | 74            | 74 | 80 | 80 | 91             | 95  | 97  | 97  | 177        |
| 4                 | BRA Natasha Figueiredo  | A     | 75            | 78 | 80 | 80 | 90             | 96  | 98  | 96  | 176        |
| 5                 | CUB Ludia Montero       | A     | 76            | 80 | 82 | 82 | 93             | 96  | 97  | 93  | 175        |
| 6                 | GUA Margoth Reynoso     | A     | 70            | 73 | 75 | 75 | 88             | 92  | 92  | 88  | 163        |
| 7                 | CHI Katherine Landeros  | A     | 65            | 68 | 68 | 68 | 85             | 90  | 90  | 90  | 158        |
| 8                 | PAN Erika Ortega}       | A     | 64            | 67 | 70 | 70 | 83             | 86  | 86  | 83  | 153        |
| 9                 | NCA María Navarro       | A     | 60            | 64 | 64 | 60 | 76             | 80  | 83  | 83  | 143        |
| 10                | ECU Angélica Campoverde | A     | 73            | 73 | 76 | 76 | 94             | 94  | 94  | –   | –          |
| 10                | PER Fiorella Cueva      | A     | 70            | 73 | 75 | 75 | 95             | 95  | 95  | –   | –          |